# Desa Dalam (administrativ by i Indonesien, lat -8,73, long 116,84)
Desa Dalam är en administrativ by i Indonesien.   Den ligger i provinsen Nusa Tenggara Barat, i den sydvästra delen av landet, 1 100 km öster om huvudstaden Jakarta.